# Campeonato Namibiano de Futebol
The Namibia Premier League (NPL) é a divisão principal do futebol nacional da Namíbia. Ele é organizado pela Associação de Futebol da Namíbia.

## 2014/15 Namibia Premier League clubes
- African Stars (Windhoek)
- Benfica (Tsumeb)
- Black Africa (Windhoek)
- Blue Waters (Walvis Bay)
- Citizens (Windhoek)
- Eleven Arrows (Walvis Bay)
- FC Civics (Windhoek)
- Julinho Sporting (Rundu)
- Mighty Gunners (Otjiwarongo)
- Orlando Pirates (Windhoek)
- Rebels (Windhoek)
- Touch & Go (Otavi)
- Tura Magic (Windhoek)
- UNAM (Windhoek)
- United Africa Tigers (Windhoek)
- United Stars (Rundu)

## Campeões
- 1980 : Benfica (Tsumeb)
- 1988 : Blue Waters (Walvis Bay)
- 1989 : Black Africa F.C. (Windhoek)
- 1990 : Orlando Pirates (Windhoek)
- 1991 : Eleven Arrows (Walvis Bay)
- 1992 : Ramblers (Windhoek)
- 1993 : Chief Santos (Tsumeb)
- 1994 : Black Africa F.C. (Windhoek)
- 1995 : Black Africa F.C. (Windhoek)
- 1996 : Blue Waters (Walvis Bay)
- 1997 :  -
- 1998 : Black Africa F.C. (Windhoek)
- 1999 : Black Africa F.C. (Windhoek)
- 2000 : Blue Waters (Walvis Bay)
- 2001–02 : Liverpool (Okahandja)
- 2002–03 : Chief Santos (Tsumeb)
- 2003–04 : Blue Waters (Walvis Bay)
- 2004–05 : FC Civics (Windhoek)
- 2005–06 : FC Civics (Windhoek)
- 2006–07 : FC Civics (Windhoek)
- 2007–08 : Orlando Pirates (Windhoek)
- 2008–09 : African Stars (Windhoek)
- 2009–10 : African Stars (Windhoek)
- 2010–11 : Black Africa F.C. (Windhoek)
- 2011–12 : Black Africa F.C. (Windhoek)
- 2012–13 : Black Africa F.C. (Windhoek)
- 2013–14 : Black Africa F.C. (Windhoek)

### Títulos
| Clube             | Títulos |
| ----------------- | ------- |
| Black Africa F.C. | 9       |
| Blue Waters       | 4       |
| FC Civics         | 3       |
| Chief Santos,     | 2       |
| Orlando Pirates   | 2       |
| African Stars     | 2       |
| Benfica           | 1       |
| Eleven Arrows     | 1       |
| Liverpool         | 1       |
| Ramblers          | 1       |

## Artilheiros
| Ano     | Artilheiros                   | Time                  | Gols |
| 2001–02 | William Chilufya              | Liverpool             | 27   |
| 2003–04 | Costa Khaiseb                 | Ramblers FC           | 29   |
| 2004–05 | Armando Pedro                 | Blue Waters           | 23   |
| 2005–06 | Heinrich Isaacs               | FC Civics             | 20   |
| 2006–07 | William Chilufya              | FC Civics             | 17   |
| 2007–08 | Pineas Jacob                  | Ramblers FC           | 12   |
| 2008–09 | Jerome Louis                  | Black Africa          | 22   |
| 2009–10 | Jerome Louis                  | Black Africa          | 17   |
| 2010–11 | Harold Ochurub                | Mighty Gunners        | 12   |
| 2011–12 | Jerome Louis Richard Kavendji | Black Africa Hotspurs | 12   |